# Jeanne Golay
Jeanne Marie Golay (ur. 16 kwietnia 1962 w Coral Gables) – amerykańska kolarka szosowa i torowa, czterokrotna medalistka mistrzostw świata.

## Kariera
Pierwszy sukces w karierze Jeanne Golay osiągnęła w 1988 roku, kiedy wspólnie z Jane Marshall, Phyllis Hines i Leslie Schenk zdobyła brązowy medal w drużynowej jeździe na czas podczas szosowych mistrzostw świata w Ronse. Na rozgrywanych cztery lata później mistrzostwach świata w Benidorm Amerykanki w składzie: Eve Stephenson, Jeanne Golay, Jan Bolland i Danute Bankaitis-Davis zwyciężyły. W tym samym roku wystartowała w wyścigu ze startu wspólnego na igrzyskach olimpijskich w Barcelonie, kończąc rywalizację na szóstym miejscu. Podczas mistrzostw świata w 1993 Danute Bankaitis-Davis zastąpiła Dede Demet-Barry, a Amerykanki ponownie zajęły drugie miejsce. Kolejny medal Golay zdobyła na mistrzostwach świata w Agrigento w 1994 roku, gdzie razem z Demet-Barry, Stephenson i Alison Dunlap zajęła trzecie miejsce w drużynowej jeździe na czas. Wzięła także udział w igrzyskach olimpijskich w Atlancie w 1996 roku, gdzie była szesnasta w indywidualnej jeździe na czas, a wyścig ze startu wspólnego zakończyła na 29. pozycji. Na tych samych igrzyskach wystąpiła także w torowym wyścigu punktowym, który ukończyła na siedemnastym miejscu. Ponadto w 1991 roku zdobyła złoty medal w wyścigu ze startu wspólnego podczas igrzysk panamerykańskich w Hawanie. Wynik ten powtórzyła na rozgrywanych cztery lata później igrzyskach panamerykańskich w Mar del Plata. Wielokrotnie zdobywała medale szosowych mistrzostw USA, w tym pięć złotych.